# September 2019
Portal Geschichte | Portal Biografien | Aktuelle Ereignisse | Jahreskalender | Tagesartikel

◄ |
20. Jahrhundert |
21. Jahrhundert

◄ |
1980er |
1990er |
2000er |
2010er
| 2020er | 2030er | 2040er

◄ |
2015 |
2016 |
2017 |
2018 |
2019
| 2020 | 2021 | 2022 | 2023 | ►

◄ |
Juni 2019 |
Juli 2019 |
August 2019 |
September 2019 |
Oktober 2019 |
November 2019 |
Dezember 2019 |
►
Dieser Artikel behandelt tagesbezogene Nachrichten und Ereignisse im September 2019.

## Tagesgeschehen

### Sonntag, 1. September 2019
- Berlin/Deutschland: Die Bewerbungsfrist für den SPD-Vorsitz geht zu Ende.
- Bremen/Deutschland: Die AfD-Fraktion in der Bremischen Bürgerschaft zerbricht und verliert ihren Fraktionsstatus. Damit ist Bremen das einzige Bundesland ohne AfD-Fraktion.
- Coimbra/Portugal: Ende der Kanupolo-EM[1]
- Dhamar/Jemen: 130 Menschen sterben bei einem saudischen Luftangriff auf das Gefängnis in Dhamar.[2]
- Dresden/Deutschland: Landtagswahl in Sachsen
- Grand Bahama/Bahamas: Der Kategorie-5-Hurrikan Dorian erreicht die Insel Grand Bahama.[3]
- Ottensheim/Österreich: Ende der Ruder-WM
- Potsdam/Deutschland: Landtagswahl in Brandenburg
- Tokio/Japan: Ende der Judo-WM
- Wien/Österreich: Robert Holzmann tritt die Nachfolge von Ewald Nowotny als Gouverneur der Oesterreichischen Nationalbank an.[4]
- Vatikanstadt: Papst Franziskus ernennt 13 neue Kardinäle.[5]

### Montag, 2. September 2019

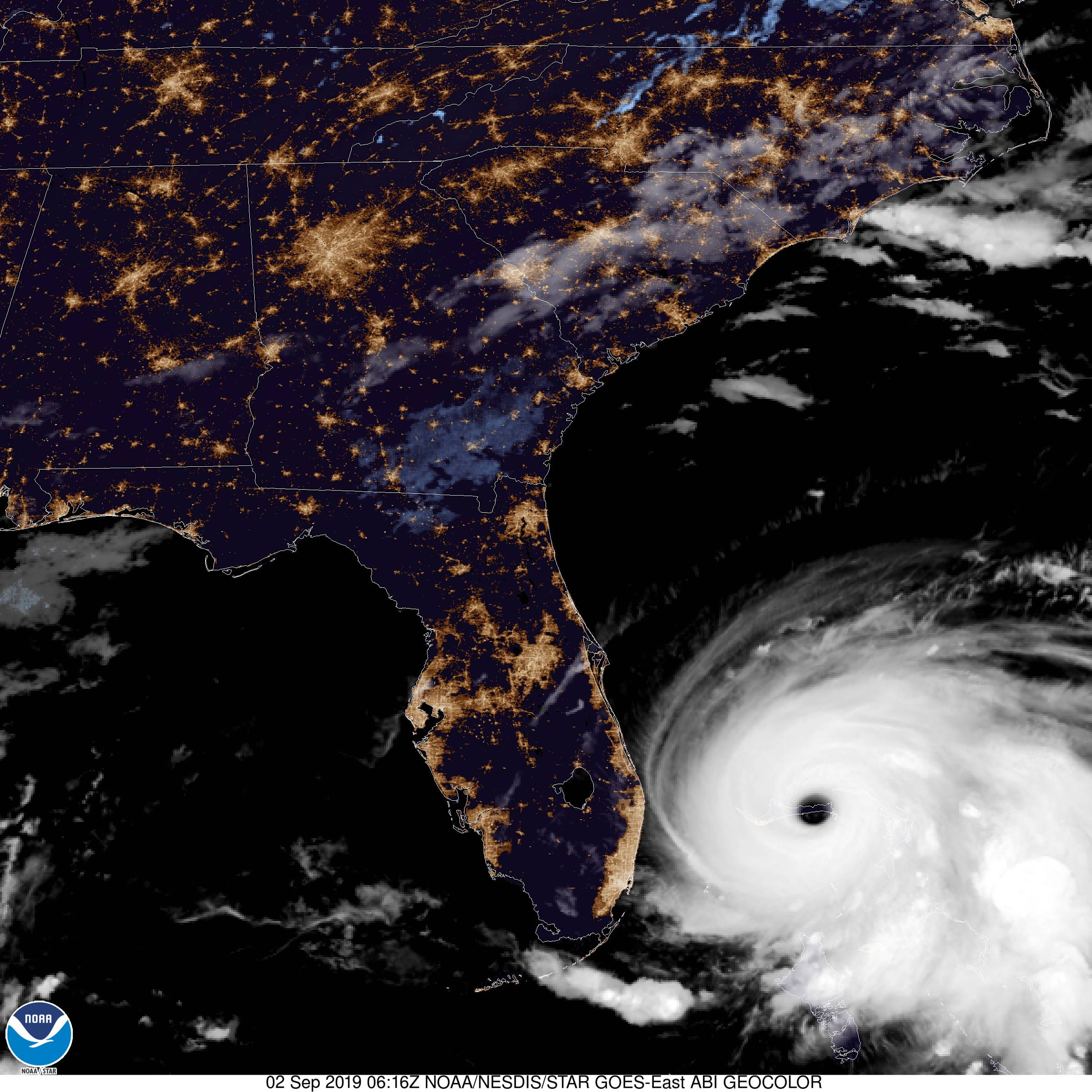
Wirbelsturm Dorian mit dem Auge über Grand Bahama nahe der US-Küste

- Santa Cruz Island/Vereinigte Staaten: Vor der Küste der kalifornischen Insel gerät das Ausflugsschiff „Conception“ in Brand und sinkt, mindestens 25 Menschen kommen ums Leben.[6]
- Teheran/Iran: Im Gerichtssaal verbrennt sich der iranische Fußballfan Sahar Khodayari selbst. Sie war verhaftet worden, weil sie als Mann verkleidet ein Fußballspiel im Stadion nansehen wollte. Am 8. September stirbt sie an ihren Verletzungen.

### Dienstag, 3. September 2019
- London/Vereinigtes Königreich: Das britische Unterhaus beendet seine Sommerpause.[7] Wegen ihres Abstimmungsverhaltens im Rahmen einer Gesetzesinitiative zur Verhinderung eines EU-Austritts ohne Abkommen werden 21 Abgeordnete der Conservative Party im britischen Unterhaus am späten Abend aus ihrer Fraktion ausgeschlossen. Kurz zuvor hatte die Regierung bereits durch den Fraktionsaustritt ihres Abgeordneten Phillip Lee ihre Mehrheit verloren.
- Nantes/Frankreich: Beginn der Tischtennis-Europameisterschaft (bis 8. September)
- Raleigh (North Carolina)/USA: Ein Gericht in North Carolina erklärt Gerrymandering für Kongresssitze in North Carolina für verfassungswidrig.[8]
- Rom/Italien: Die Mitglieder der Fünf-Sterne-Bewegung stimmen mit breiter Mehrheit für eine Koalitionsregierung ihrer Partei mit der Partito Democratico unter Führung des bisherigen Ministerpräsidenten Giuseppe Conte.[9]
- Zürich: Digital Switzerland organisiert einen öffentlichen Digitaltag zur Cybersecurity am Zürich Hauptbahnhof sowie schweizweit 300 kostenlose Talks, Mitredemöglichkeiten, Bühnenshows, Startup Pitches, Expos und Kurse.[10]

### Mittwoch, 4. September 2019
- Bonn/Deutschland: In Bonn beginnt der erste Prozess um Cum-Ex-Betrug.
- Deutschland: Beginn des 33. Fantasy Filmfestes (bis 29. September)
- London/Vereinigtes Königreich: Das britische Unterhaus stimmt für ein Gesetz zur Fristverlängerung im Fall erfolgloser Nachverhandlungen zum Brexit und lehnt eine vorgezogene Neuwahl ab. Gleichzeitig erlaubt ein Gericht in Schottland die geplante Parlamentspause.
- Saarbrücken/Deutschland: Erste Regionalkonferenz zur Wahl zum SPD-Vorsitz

### Donnerstag, 5. September 2019

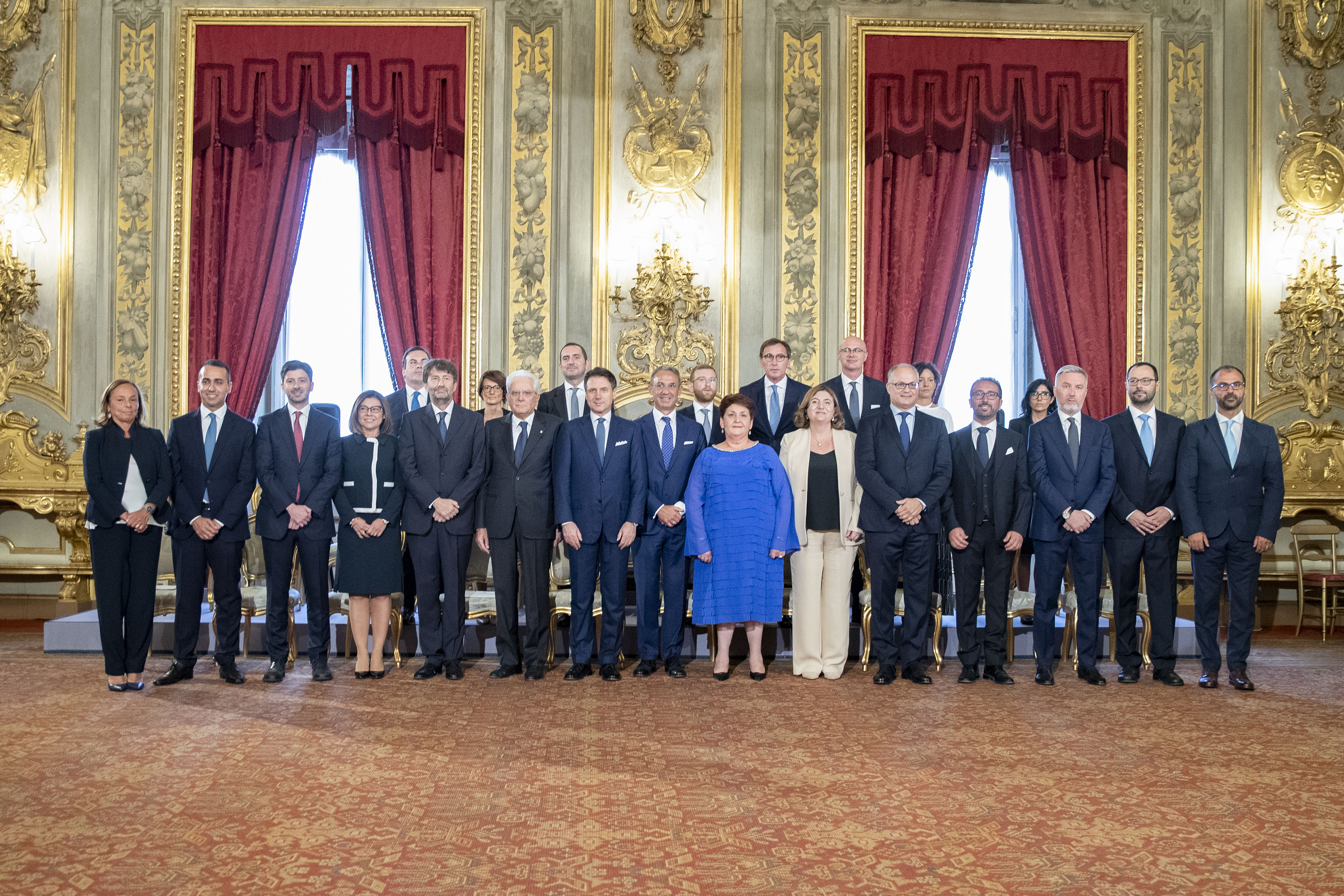
Die neue italienische Regierung

- Berlin/Deutschland: In Berlin wird das Futurium eröffnet.
- Detmold/Deutschland: Vor dem Landgericht werden zwei Täter im Missbrauchsfall Lügde zu langen Haftstrafen verurteilt.
- Frankenstein (Pfalz)/Deutschland: Im Gemeinderat von Frankenstein bilden CDU und AfD eine Fraktionsgemeinschaft, die erste in Deutschland.
- Frankfurt am Main/Deutschland: Die Frankfurter Börse beschließt, dass ThyssenKrupp den DAX verlassen muss.
- Linz/Österreich: Beginn der Ars Electronica (bis 9. September)[11]
- London/Vereinigtes Königreich: Boris Johnsons Bruder und Staatssekretär Jo Johnson verlässt das britische Kabinett und legt auch sein Parlamentsmandat nieder.
- London/Vereinigtes Königreich: In London wird das Auto der Schwiegertochter der früheren ukrainischen Zentralbankchefin Walerija Hontarewa angezündet. Hontarewa selbst war im August angefahren worden.
- Moskau/Russland: Die russische Wahlleiterin Ella Pamfilowa wird bei einem Überfall verletzt.
- Rom/Italien: Die neue italienische Regierung unter Ministerpräsident Giuseppe Conte nimmt ihre Amtsgeschäfte auf.
- Waldsiedlung (Altenstadt)/Deutschland: Der NPD-Funktionär Stefan Jagsch wird zum Ortsvorsteher des hessischen Dorfes Waldsiedlung gewählt.
- Washington/USA: Der IWF schafft rechtzeitig vor dem Amtsantritt der neuen Präsidentin Kristalina Georgiewa die Altersgrenze von 65 Jahren für Direktoren zum Zeitpunkt des Amtsantritt ab.

### Freitag, 6. September 2019
- Berlin/Deutschland: Beginn der Internationalen Funkausstellung (bis 11. September)
- Istanbul/Türkei: Die Istanbuler CHP-Vorsitzende Canan Kaftancıoğlu wird zu neun Jahren Haft verurteilt.
- Kinshasa/Demokratische Republik Kongo: Sylvestre Ilunga Ilukamba wird zum Ministerpräsidenten gewählt.
- London/Vereinigtes Königreich: Das Gesetz gegen einen No-Deal-Brexit passiert das britische Oberhaus. Ein Gericht in London erlaubt die geplante Parlamentspause.
- Mond: Der Versuch einer Mondlandung mit der indischen Chandrayaan-2-Mission misslingt.
- Suva/Fidschi: Das Parlament von Fidschi lehnt die Suspendierung des Regierungschefs ab.
- Zeltweg/Österreich: Beginn der Flugshow AirPower (bis 7. September)

### Samstag, 7. September 2019

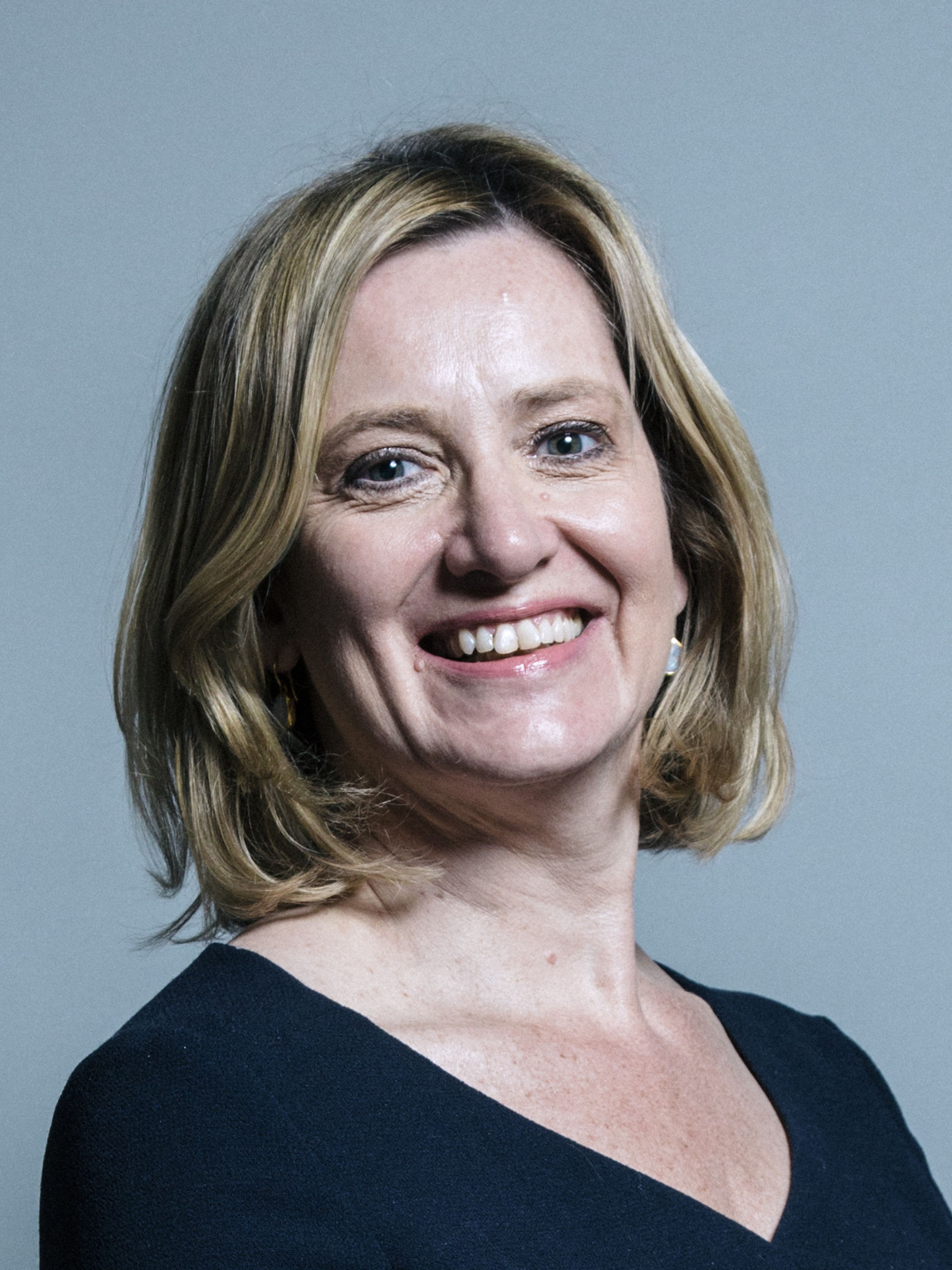
Amber Rudd (2017)

- Hannover/Deutschland: Der niedersächsische Landtagsabgeordnete Jochen Beekhuis wird aus der SPD ausgeschlossen.
- London/Vereinigtes Königreich: Die Ministerin für Arbeit und Pensionen, Amber Rudd, tritt von ihrem Amt zurück und zugleich aus der Fraktion der Conservative Party aus.
- Venedig/Italien: Ende der Internationalen Filmfestspiele. Der Goldene Löwe geht an Joker von Todd Phillips, der Große Preis der Jury an J’accuse von Roman Polański und der Silberne Löwe für die beste Regie an Roy Andersson für Über die Unendlichkeit. Mit der Coppa Volpi werden die Schauspieler Ariane Ascaride und Luca Marinelli ausgezeichnet, mit dem Marcello-Mastroianni-Preis der Schauspieler Toby Wallace für Milla Meets Moses.[12][13]

### Sonntag, 8. September 2019
- Ankara/Türkei: Endspiel der Volleyball-Europameisterschaft der Frauen
- Dessau/Deutschland: Eröffnung des Bauhaus Museums Dessau
- Ludwigshafen am Rhein/Deutschland: Letzter Tag des Festivals des deutschen Films
- Moskau/Russland: Kommunalwahl
- Nantes/Frankreich: Endspiele der Tischtennis-Europameisterschaft
- New York City/Vereinigte Staaten: Finale der US Open
- Sochumi/Abchasien: In der international nicht anerkannten Republik wird Präsident Raul Chadschimba wiedergewählt.

### Montag, 9. September 2019
- Funafuti/Tuvalu: Parlamentswahl
- London/Vereinigtes Königreich: Das Gesetz gegen einen No Deal tritt in Kraft. Unterdessen erklärt John Bercow, der Präsident des Unterhauses, zum 31. Oktober zurück.
- Rom/Italien: Das italienische Abgeordnetenhaus stimmt der neuen Regierung von Giuseppe Conte zu.
- Tallinn/Estland: Die estnische Regierung verzichtet auf die Nominierung einer Kommissarin für die restliche Amtszeit der EU-Kommission (bis 31. Oktober). Der bisherige Kommissionsvizepräsident Andrus Ansip war am 2. Juli ins Europäische Parlament gewechselt und hatte sein Amt vorzeitig aufgegeben.

### Dienstag, 10. September 2019
- London/Vereinigtes Königreich: Bevor die – später für rechtswidrig erklärte – Parlamentspause beginnt, lehnt das britische Unterhaus zum wiederholten Mal seine Selbstauflösung ab.
- Rom/Italien: Auch der Senat stimmt der neuen Regierung des italienischen Ministerpräsidenten Giuseppe Conte zu.
- Schwerin/Deutschland: Manuela Schwesig tritt aus gesundheitlichen Gründen als amtierende SPD-Vorsitzende zurück.
- Washington/USA: US-Sicherheitsberater John Bolton tritt zurück.

### Mittwoch, 11. September 2019
- Edinburgh/Vereinigtes Königreich: Ein Berufungsgericht erklärt die von Premierminister Boris Johnson angeordnete Parlamentspause für illegal. Ein endgültiges Urteil fällt am 24. September das britische Oberste Gericht.

### Donnerstag, 12. September 2019

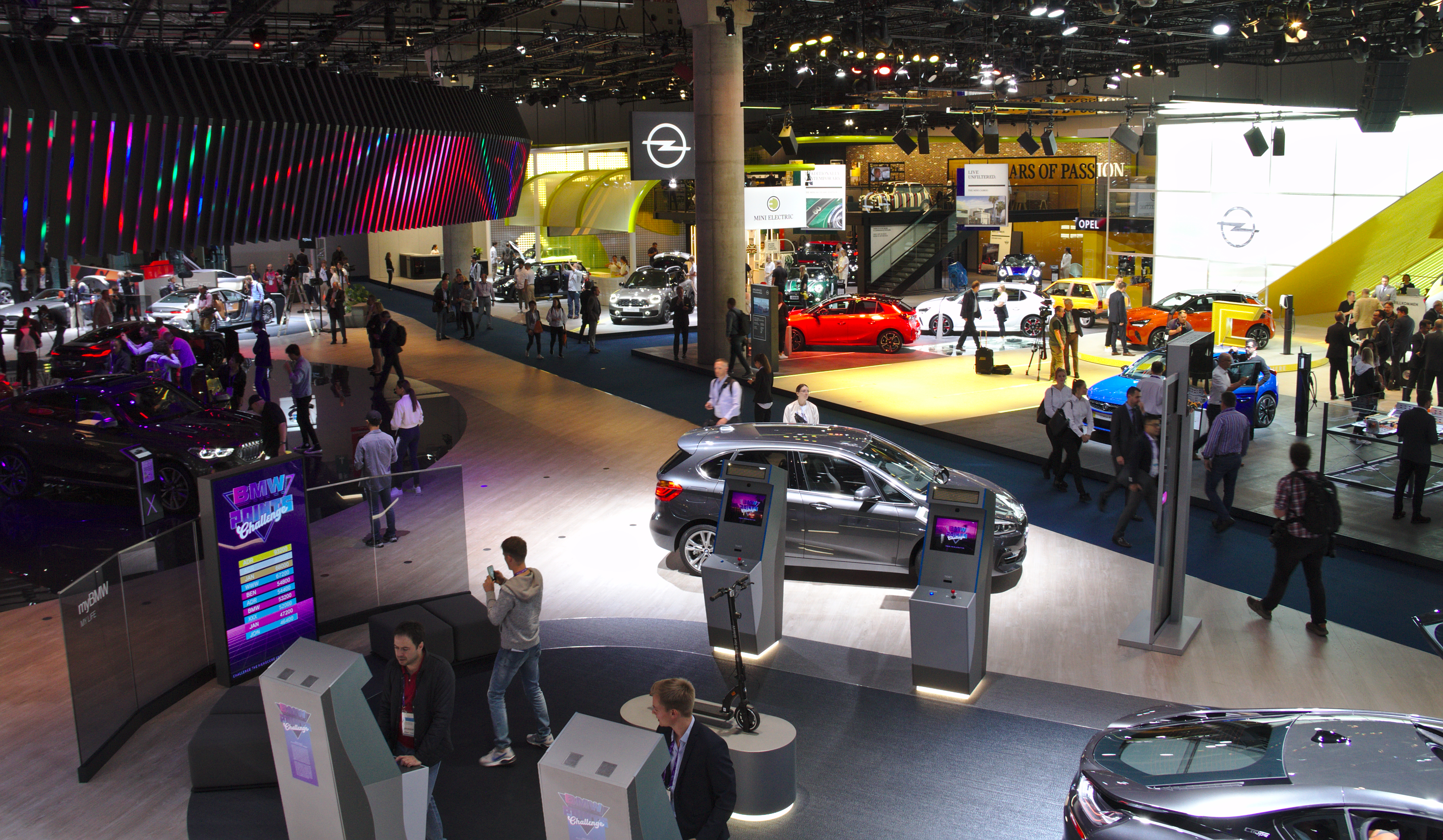
Halle 11 der IAA 2019

- Cambridge/Vereinigte Staaten: An der Harvard University werden zehn wissenschaftliche Studien mit dem Ig-Nobelpreis ausgezeichnet.[14]
- Frankfurt am Main/Deutschland: Beginn der Internationalen Automobil-Ausstellung (bis 22. September)
- Montpellier/Frankreich: Beginn der Volleyball-Europameisterschaft der Männer (bis 29. September)
- München/Deutschland: Das Ehepaar Charlotte (98) und Ludwig Piller (104) feiert seine Eichenhochzeit. Damit sind sie das erste deutsche Ehepaar, das 80 Jahre lang verheiratet ist.
- Washington, D.C./Vereinigte Staaten: Christine Lagarde gibt ihr Amt als Chefin des Internationalen Währungsfonds ab.[15]
- Washington, D.C./Vereinigte Staaten: Kelly Craft wird zur neuen amerikanischen UN-Botschafterin ernannt.

### Freitag, 13. September 2019
- Ankara/Türkei: Der ehemalige türkische Ministerpräsident Ahmet Davutoğlu (2014–2016) tritt aus der Regierungspartei AKP aus.
- Berlin/Deutschland: Im Zoo Palast findet die Verleihung des Deutschen Schauspielpreises statt. Als Schauspielerin in einer Hauptrolle wird Valerie Pachner für Der Boden unter den Füßen ausgezeichnet, Schauspieler in einer Hauptrolle wird Rainer Bock für Atlas. Den Ehrenpreis für das Lebenswerk erhält Christine Schorn.[16]
- Boston/USA: Im Bestechungsskandal um amerikanische Hochschulen wird die Schauspielerin Felicity Huffman zu 14 Tagen Haft und einer Geldstrafe verurteilt.[17]
- Los Angeles/Vereinigte Staaten: 45. Saturn-Award-Verleihung

### Samstag, 14. September 2019
- Graz/Österreich: Norbert Hofer wird zum neuen Bundesparteiobmann der FPÖ gewählt. Er tritt die Nachfolge von Heinz-Christian Strache an, der sein Amt aufgrund der Ibiza-Affäre niedergelegt hatte.
- Wien/Österreich: Mit einem letzten Konzert in der Stadthalle endet die mehr als 40-jährige Bühnenkarriere der Ersten Allgemeinen Verunsicherung.[18]
- Abqaiq und Churais-Ölfeld/Saudi-Arabien: Im Rahmen des Bürgerkrieges im Jemen werden zwei Schlüsselanlagen von Saudi Aramco durch Drohnen angegriffen. Dadurch bricht die Ölproduktion von Aramco nach Schätzungen um die Hälfte ein. Jemenitische Huthi-Rebellen bekennen sich zu den Angriffen.[19]

### Sonntag, 15. September 2019
- Bonn/Deutschland: Endspiel der Baseball-Europameisterschaft
- Peking/VR China: Finale der Basketball-WM
- Madrid/Spanien: Der Slowene Primož Roglič gewinnt die 74. Vuelta a España.
- Nur-Sultan/Kasachstan: Beginn der Ringer-WM (bis 22. September, Offizielle Website)
- Toronto/Kanada: Auf dem Toronto International Film Festival wird Jojo Rabbit von Taika Waititi mit dem Hauptpreis ausgezeichnet.
- Tunis/Tunesien: Präsidentschaftswahl

### Montag, 16. September 2019
- Hyderabad/Indien: Der ehemalige Präsident des Parlaments von Andhra Pradesh Kodela Siva Prasada Rao begeht Selbstmord.

### Dienstag, 17. September 2019
- Bratislava/Slowakei: Ein Misstrauensvotum gegen den slowakischen Ministerpräsidenten Peter Pellegrini schlägt fehl.[20]
- Charikar/Afghanistan: Beim Anschlag auf eine Wahlkampfveranstaltung des afghanischen Präsidenten Ashraf Ghani sterben 26 Menschen. In Kabul werden 26 Menschen ermordet.[21]
- Jerusalem/Israel: Parlamentswahl
- Kiew/Ukraine: Das Haus der ehemaligen ukrainischen Zentralbankchefin Walerija Hontarewa wird durch Brandstiftung zerstört. Es ist bereits der dritte Angriff auf Gontarewa und ihr Umfeld in wenigen Wochen.
- Madrid/Spanien: Der spanische König Felipe IV. kündigt die Auflösung des Parlaments an.
- Rom/Italien: Der ehemalige italienische Ministerpräsident Matteo Renzi gründet die neue Partei „Italia Viva“.
- Straßburg/Frankreich: Das Europäische Parlament bestätigt Christine Lagarde als EZB-Präsidentin. Ihre Amtszeit beginnt am 1. November.

### Mittwoch, 18. September 2019
- Neu-Delhi/Indien: E-Zigaretten werden in Indien verboten.
- Pattaya/Thailand: Beginn der Weltmeisterschaften im Gewichtheben (bis 27. September; Offizielle Website)
- Straßburg/Frankreich: Die ehemalige kroatische Außenministerin Marija Pejčinović Burić tritt ihr Amt als Generalsekretärin des Europarats an.
- Stuttgart: Die AfD-Fraktion im Landtag von Baden-Württemberg nimmt die Nachrückerin Doris Senger nicht auf. Sie verfehlt die Zweidrittelmehrheit. Hintergrund sind heftige Flügelkämpfe in der Fraktion.

### Freitag, 20. September 2019
- Berlin/Deutschland: Das Klimakabinett (Kabinett Merkel IV) stellt im neu eröffneten Museum Futurium Eckpunkte des Klimaschutzplans 2050 vor.
- Harrisburg/Vereinigte Staaten: Im Kernkraftwerk Three Mile Island wird der letzte Reaktorblock abgeschaltet.
- Japan: Beginn der Rugby-Union-Weltmeisterschaft (bis 2. November).
- Weltweit: Dritter globaler Aktionstag von Fridays for Future
- Tromsø/Norwegen: Die MOSAiC-Expedition zur Erforschung der Eisdrift läuft in die Arktis aus. Es ist die bisher größte Arktisexpedition.

### Samstag, 21. September 2019
- München/Deutschland: Beginn des 186. Oktoberfestes (bis 6. Oktober)
- Jekaterinburg/Russland: Letzter Tag der Boxweltmeisterschaften

### Sonntag, 22. September 2019
- Los Angeles/Vereinigte Staaten: Im Microsoft Theater findet die Verleihung der Emmys statt.
- Harrogate/Vereinigtes Königreich: Beginn der Straßen-Radweltmeisterschaften (bis 29. September)

### Montag, 23. September 2019
- Frankfurt am Main/Deutschland: Der Essener Industrie- und Stahlkonzern Thyssenkrupp steigt wegen seines gefallenen Aktienkurses aus dem Aktienindex DAX in den MDAX ab und wird durch den Triebwerksbauer MTU ersetzt.[22]
- London/Vereinigtes Königreich: Das britische Unternehmen Thomas Cook Group ist insolvent.[23]
- Mailand/Italien: In der Scala werden die Weltfußballer des Jahres gekürt.[24]
- New York City/Vereinigte Staaten: UN-Klimagipfel 2019
- Port-au-Prince/Haiti Der haitianische Senator Jean-Marie Féthière schießt vor dem Parlamentsgebäude um sich.

### Dienstag, 24. September 2019
- Asad Jammu und Kaschmir/Pakistan: Bei einem Erdbeben in Pakistan sterben 38 Menschen, ca. 790 Personen werden verletzt.
- Berlin/Deutschland: Die Bundestagsfraktionen von FDP, AfD und Bündnis 90/Die Grünen bestätigen ihre Fraktionsspitzen im Amt. Die SPD-Fraktion wählt den bislang kommissarisch tätigen Rolf Mützenich zu ihrem Vorsitzenden.[25][26]
- Leipzig/Deutschland: Frank Werneke wird als Nachfolger von Frank Bsirske zum neuen Vorsitzenden der Vereinten Dienstleistungsgewerkschaft (Verdi) gewählt.
- Ljubljana/Slowenien: Das UEFA-Exekutivkomitee beschließt eine Erweiterung der Gruppe A in der Nations League. Dadurch steigt Deutschland wieder in die höchste Gruppe auf, obwohl es in der ersten Spielzeit im November 2018 abgestiegen war.
- London/Vereinigtes Königreich: Der Oberste Gerichtshof unter dem Vorsitz von Lady Hale erklärt die von Premierminister Boris Johnson veranlasste Pausierung des Parlaments für rechtswidrig.
- Madrid/Spanien: Der Oberste Gerichtshof weist die Klage der Familie des früheren Diktators Franco gegen die von der Regierung beabsichtigte Exhumierung von dessen Gebeinen im Valle de los Caídos und die folgende Umbettung auf einen anderen Friedhof ab.
- New York/USA: Die UN-Vollversammlung wird eröffnet.
- Ruanda: Der führende Oppositionspolitiker Sylidio Dusabumuremyi wird ermordet.

### Mittwoch, 25. September 2019
- Kosmodrom Baikonur/Kasachstan: Start des Raumschiffs Sojus MS-15 zur Internationalen Raumstation. An Bord sind Oleg Skripotschka, Jessica Meir und Hassa al-Mansuri, der erste Astronaut aus den Vereinigten Arabischen Emiraten.
- Peking/Volksrepublik China: Der neue Flughafen der Stadt wird eingeweiht.
- Stockholm/Schweden: Aminatou Haidar, Guo Jianmei, Greta Thunberg und Davi Kopenawa erhalten den Right Livelihood Award.
- Wien/Österreich: In seiner letzten Sitzung vor der Neuwahl ruft der österreichische Nationalrat den Klimanotstand aus.

### Donnerstag, 26. September 2019
- Berlin/Deutschland: Der Bundestag stimmt für die Überführung der Stasi-Unterlagenbehörde ins Bundesarchiv.
- Berlin/Deutschland: Paul Podolay fällt als vierter AfD-Kandidat bei Wahl zum Bundestagsvizepräsidenten durch.
- Bodø/Norwegen: Bodø wird zur Kulturhauptstadt Europas 2024 gekürt. Alle drei Jahre, so auch 2024, wird neben zwei Städten der Europäischen Union auch eine außerhalb der EU gelegene europäische Stadt zur Kulturhauptstadt.
- Frankfurt am Main/Deutschland: Grundsteinlegung für die neue DFB-Zentrale
- Molukken/Indonesien: Bei einem Erdbeben bei Ambon mit der Stärke von 6,5 Mw sterben 30 Menschen, ca. 180 werden verletzt.
- Prag/Tschechien: Das tschechisches Parlament stimmt mit knapper Mehrheit gegen eine Anklage des Staatspräsidenten Miloš Zeman.
- Zürich/Schweiz: Beginn des Zurich Film Festivals (bis 6. Oktober)

### Freitag, 27. September 2019
- Doha/Katar: Beginn der Leichtathletik-WM (bis 6. Oktober)
- Frankfurt am Main/Deutschland: Fritz Keller wird zum DFB-Präsidenten gewählt.

### Samstag, 28. September 2019
- Kabul/Afghanistan: Präsidentschaftswahl

### Sonntag, 29. September 2019
- Paris/Frankreich: Endspiel der Volleyball-Europameisterschaft der Männer
- Wien/Österreich: Nationalratswahl

### Montag, 30. September 2019
- Berlin/Deutschland: Thorsten Schäfer-Gümbel verlässt die kommissarische SPD-Spitze, um in den Vorstand der GIZ aufzurücken. Damit ist vom ursprünglichen Übergangs-Trio nur noch Malu Dreyer an der Parteispitze verblieben.
- Braunschweig/Deutschland: In Braunschweig beginnt der Prozess um die bisher größte Musterfeststellungsklage gegen VW.
- Brüssel/Belgien: Der Rechtsausschuss des Europäischen Parlaments lehnt zwei Kandidaten für die Kommission von der Leyen I ab.[27]
- Lima/Peru: Perus Präsident Martín Vizcarra löst das Parlament auf. Kurz darauf erklärt ihn das Parlament einstimmig für abgesetzt und Vizepräsidentin Mercedes Aráoz zur amtierenden Präsidentin. Diese verzichtet einen Tag später und tritt auch als Vizepräsidentin zurück. Damit ist von ursprünglich zwei Vizepräsidenten keiner mehr übrig.